# Kál, Heves
Kál  este un sat în districtul Füzesabony, județul Heves, Ungaria, având o populație de 3.681 de locuitori (2011). 

## Demografie
Componența etnică a satului Kál
     Maghiari (87,77%)
     Romi (11,68%)
     Alții (0,55%)
Componența confesională a satului Kál
     Romano-catolici (54,25%)
     Fără religie (9,13%)
     Reformați (1,63%)
     Necunoscută (34,45%)
     Alte religii (2,31%)
Conform recensământului din 2011, satul Kál avea 3.681 de locuitori. Din punct de vedere etnic, majoritatea locuitorilor (87,77%) erau maghiari, cu o minoritate de romi (11,68%).  Din punct de vedere confesional, majoritatea locuitorilor (54,25%) erau romano-catolici, existând și minorități de persoane fără religie (9,13%) și reformați (1,63%). Pentru 34,45% din locuitori nu este cunoscută apartenența confesională.